# S-OIL
에쓰-오일(S-OIL)(주)(에쓰-오일주식회사, 에쓰대시오일주식회사, 영어: S-Oil Corporation, 약식: 에쓰-오일(주), 영어: S-Oil Corp., 상표: S-OIL)은 대한민국의 정유 회사이다.
본사는 서울특별시 영등포구 여의도동 63빌딩에 위치해 있었으나, 2011년 6월 27일 공덕역이 있는 공덕오거리 인근에 본사 사옥을 완공하여 이전했으며, 주소는 서울특별시 마포구 백범로 192 (공덕동)에 자리잡고 있으며, 공장은 울산광역시 울주군 온산읍 산암리에 위치해 있다.

## 개요

### 1900년대
1976년 쌍용C&E와 이란의 국영 석유회사 이란 국영석유공사 (NIOC) 간에 합작 투자로 설립된 한이석유로 출발하였으나 이란 회교 혁명의 여파로 이란 자본이 철수하면서 1980년 6월 상호명을 한이석유에서 쌍용정유로 변경하였다. 같은해 8월 쌍용C&E가 이란 NIOC의 지분을 전량 매입하여 순수 민족자본 기업이 되었다. 1991년 사우디아라비아 국영 석유 회사 ARAMCO가 합작에 참여하면서 아람코가 35%의 지분을 쌍용그룹이 28.4%의 지분을 보유한 채 공동 경영을 하게 된다. 그러나 1999년 쌍용그룹 구조조정 과정에서 쌍용그룹 지분 28.4%를 쌍용정유가 자사주 형태로 매입하여 계열 분리하게되는데....

### 2000년대
2000년 상호명을 쌍용정유에서 S-OIL로 변경하였다. 2007년 자사주 형태로 소유하고 있던 기존 쌍용그룹 지분 28.4%를 한진그룹(한진에너지)에 매각하여 사우디아라비아 ARAMCO의 자회사 AOC와 한진그룹이 공동으로 경영하고 있다. 따라서 AOC가 1대 주주와 한진그룹이 2대 주주다.

### 2010년대
2015년 1월 한진그룹은 자신들이 보유하고 있던 주식 전량을 AOC에 매각하여 AOC가 최대주주로 등극한다. 1일 669,000배럴을 정제할 수 있는 시설을 갖추고 있으며, 149,000배럴 규모의 중질유 분해 시설을 갖추고 있다. 2008년 5월 프랑스 석유기업 토탈사와 50대 50 합작투자로 S-OIL토탈윤활유(주)(STLC)를 설립하였다. 2011년 4월에는 총 1조 4,000억 원을 투입해 온산공장 확장 프로젝트를 완공하여 파라자일렌 생산 능력을 연간 170만톤 규모로 늘렸으며, 단일시설로는 세계 최대 규모다. 같은 해 6월에는 태양광의 원료인 폴리실리콘을 생산하는 한국실리콘의 지분을 33.4%를 인수하면서 신재생에너지 분야에 진출하였다. 또한 2011년 창립 35주년을 맞이하여 서울특별시 마포구 백범로 192 (공덕동)에 새로 건립된 신사옥에 입주하였다. 2012년 7월 현재 하루 669,000배럴의 원유처리능력, 연간 170만톤의 파라자일렌 생산능력, 하루 39,000배럴의 윤활기유 생산능력 등을 보유하고 있다.

## CI 변천사
| [[\|center\|150x150px\|alt=\|1980년 ~ 1989년 ]] |
| 1980년 ~ 1989년                                 |

|                 |
| 1989년 ~ 2000년 |

|                 |
| 2000년 ~ 2007년 |

|               |
| 2007년 ~ 현재 |

## 주요 제품
- S-가솔린
- S-가솔린 프리미엄
- S-디젤
- 청정등유
- 에쓰오일 보너스카드

에쓰-오일토탈에너지스윤활유
- 드래곤
- S-OIL : SEVEN RED, SEVEN GOLD
- TOTAL : 쿼츠, 이네오넥스

## 같이 보기
- 대한민국의 경제